# Teknikuri Uniwersiteti
Teknikuri Uniwersiteti (gruz. ტექნიკური უნივერსიტეტი) – stacja tbiliskiego metra należąca do linii Saburtalo. Została otwarta 15 kwietnia 1979.